# Diego Elías
Diego Elías Chehab  (Lima, 19 de noviembre de 1996) es un jugador profesional de squash que representa a Perú. Posee 15 títulos de PSA (Professional Squash Association).
Entre sus máximos logros se encuentran las medallas de Oro en los Juegos Panamericanos de 2019 (Lima) y de 2023 (Santiago), además de ocupar el puesto 1 en el ranking mundial de squash durante abril del 2023.

## Biografía
Diego Elías nació el 19 de noviembre de 1996, en la ciudad de Lima.
Su padre José Manuel 'El Tigre' Elías fue un jugador de squash de alto nivel, campeón de Perú durante casi 20 años consecutivos, él se unió a las canchas de squash desde sus primeros años. Su padre se convirtió en su entrenador y también en su doble con el que demostró ser casi imbatible.  A los 15 años decidió asistir al colegio por correspondencia para poder viajar a competencias de squash.

## Carrera Deportiva
Diego se estrena internacionalmente en la categoría junior. Ganó el British Open y el US Open en la categoría junior, entre otros premios. En 2013, fue Campeón Sudamericano Sub-19 a la edad de 16 años. En el Campeonato Mundial Juvenil de 2013, perdió en los cuartos de final contra Fares Dessouky. Ganó el título en 2014 sin perder un partido al vencer en la final al egipcio Omar El Atmas con un marcador de 11-3, 11-2 y 11-1. En 2015, retuvo su título al ganar en la final contra Youssef Soliman con un marcador de 3-0. También es finalista de los Juegos Panamericanos.
En mayo de 2017 se posicionó dentro del Top 20 convirtiéndose en el primer peruano en los primeros 20 puestos.  Se confirmó unos meses más tarde, cuando en el Netsuite Open venció al triple campeón del mundo y no 4 Mundial Nick Matthew en el último trimestre, pero perdió en la semifinal ante el campeón mundial defensor Karim Abdel Gawad en 5 juegos y 90 minutos después de llevar dos juegos a cero.
En enero de 2018 ingresó al top 10 por primera vez, convirtiéndose en el primer jugador peruano y segundo sudamericano después de Miguel Ángel Rodríguez en lograr esta actuación. En junio de 2018 fue medallista de oro en los Juegos Sudamericanos de 2018. En octubre de 2018, clasificó en el Qatar Classic enfrentarse al n o 1 del mundo y al campeón mundial Mohamed El Shorbagy.
En marzo de 2019, ganó el título más grande de su carrera al derrotar a Paul Coll en el torneo PSA World Tour Silver Canada Cup.
Ganador de la medalla de plata en los Juegos Panamericanos de Toronto en 2015, y medalla de oro en los Juegos Panamericanos de Lima en 2019 realizado en su país.

## Palmarés

### Títulos
- Torneo de Campeones: 2023
- U.S. Open: 2022
- Qatar Q-Terminals Classic: 2021
- Motor City Open: 2020, 2022, 2023
- Medalla de Oro en Juegos Panamericanos: Lima 2019,[11] Santiago 2023[12]
- Abierto de Macao: 2019
- Copa de Squash de Canadá: 2019
- Campeonato Mundial de Squash Juvenil: 2014, 2015

### Finales
- Torneo Internacional PSA Sports: 2 finales (2018, 2019)
- Motor City Open: 2019
- Abierto de Pakistán: 2018
- Medalla de Plata en  Juegos Panamericanos: Toronto 2015